# Provinz Fermo
Die Provinz Fermo (italienisch: Provincia di Fermo) ist die fünfte Provinz in der Region Marken. Die Hauptstadt heißt Fermo. Die Provinz wurde 2004 gesetzlich eingeführt. Im Juni 2009 fanden die ersten Wahlen zum Provinzrat statt. Die Provinz Fermo schließt 40 Gemeinden (Kommunen) ein und hat etwa 167.345 Einwohner (Stand 31. Dezember 2023) auf einer Fläche von 860 km².
Das Gebiet der Provinz Fermo grenzt im Norden an die Provinz Macerata und gehörte von 1861 bis 2004 zur Provinz Ascoli Piceno.

## Größte Gemeinden
(Einwohnerzahlen Stand 31. Dezember 2023)
| Gemeinde            | Einwohner |
| ------------------- | --------- |
| Fermo               | 35.842    |
| Porto Sant’Elpidio  | 25.860    |
| Sant’Elpidio a Mare | 16.469    |
| Porto San Giorgio   | 15.615    |
| Montegranaro        | 12.441    |
| Monte Urano         | 7844      |
| Montegiorgio        | 6281      |
| Amandola            | 3239      |

Die Liste der Gemeinden in den Marken beinhaltet alle Gemeinden der Provinz mit Einwohnerzahlen.